# Alter Jüdischer Friedhof (Liběšice)

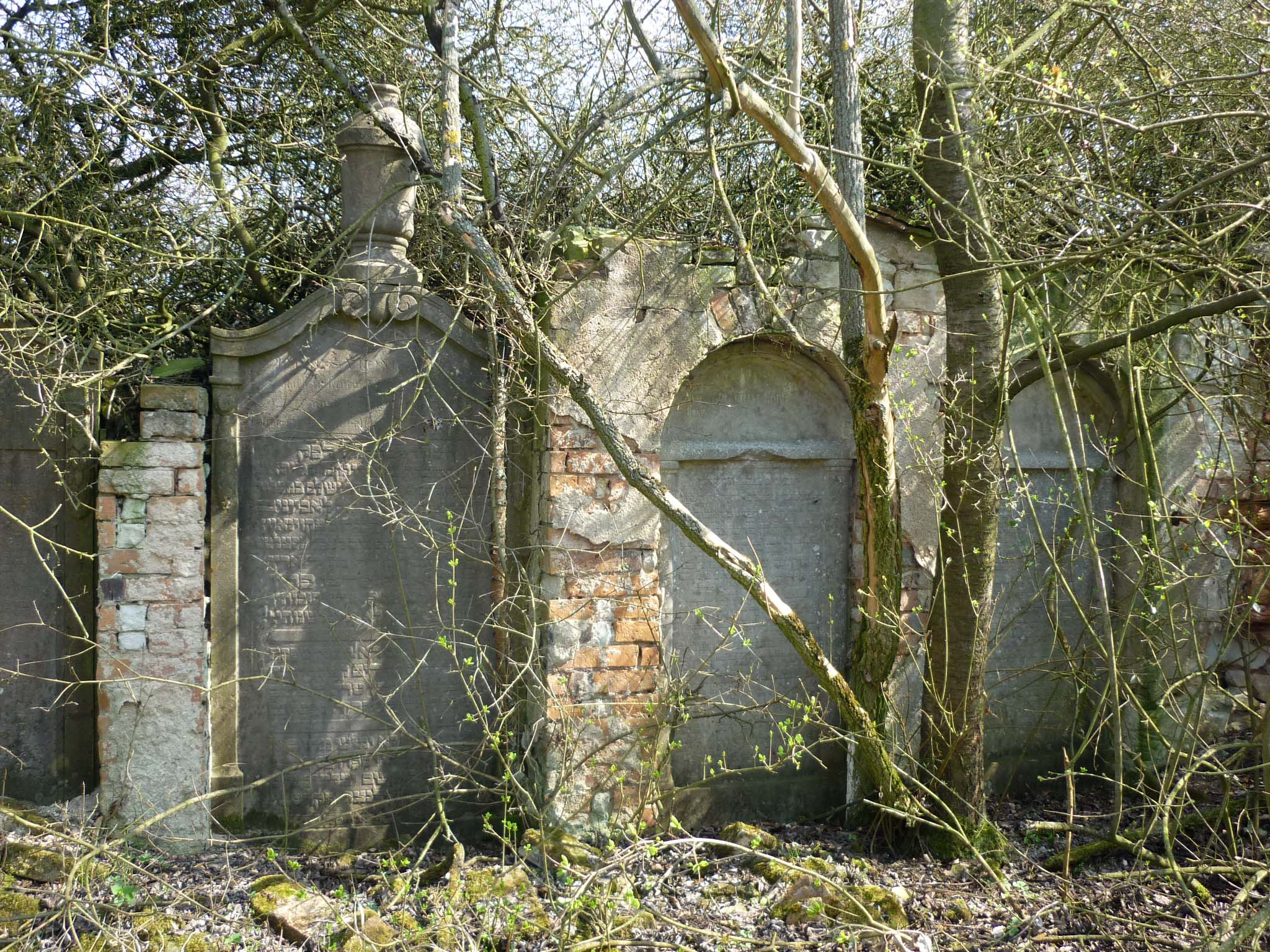
Alter Jüdischer Friedhof in Liebeschitz

Der Alte Jüdische Friedhof in Liběšice (deutsch Liebeschitz) liegt etwa einen Kilometer südöstlich des Dorfes Liběšice und ist über einen unbefestigten Weg entlang des Liebeschitzer Baches (Liběšický potok) zu erreichen. Er wurde im 18. Jahrhundert (wahrscheinlich 1776) angelegt und hat eine Gesamtfläche von 2949 m². Auf dem Friedhof existieren noch viele barocke und klassische Grabsteine, von denen der älteste wohl noch aus dem 18. Jahrhundert stammt. Der Friedhof wird seit der Anlegung des  Neuen Jüdischen Friedhofs im Jahre 1897 nicht mehr genutzt, er ist von einer massiven Mauer umgeben, die aber an mehreren Stellen unterbrochen ist, so dass der Friedhof praktisch frei zugänglich ist. 
Nach dem Pogrom von 1541 in Žatec (Saaz) siedelten sich vertriebene Juden auch in Liebeschitz an. Später gab es hier auch eine Synagoge. Die Jüdische Gemeinde in Liebeschitz bestand bis 1931, sie wurde dann aufgelöst, weil sich das jüdische Leben in Saaz konzentriert hatte.

## Grabsteine auf dem ehemaligen jüdischen Friedhof

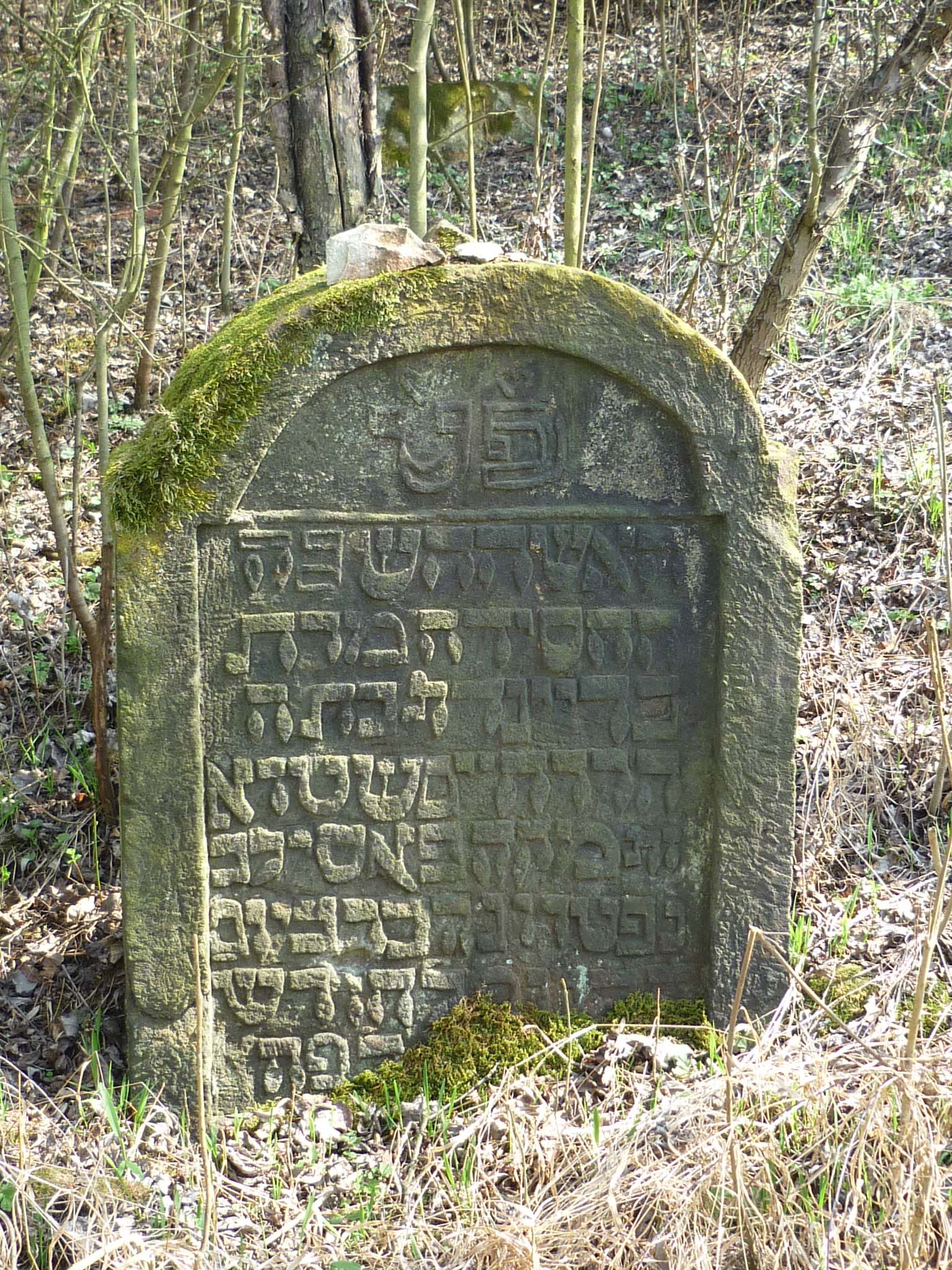
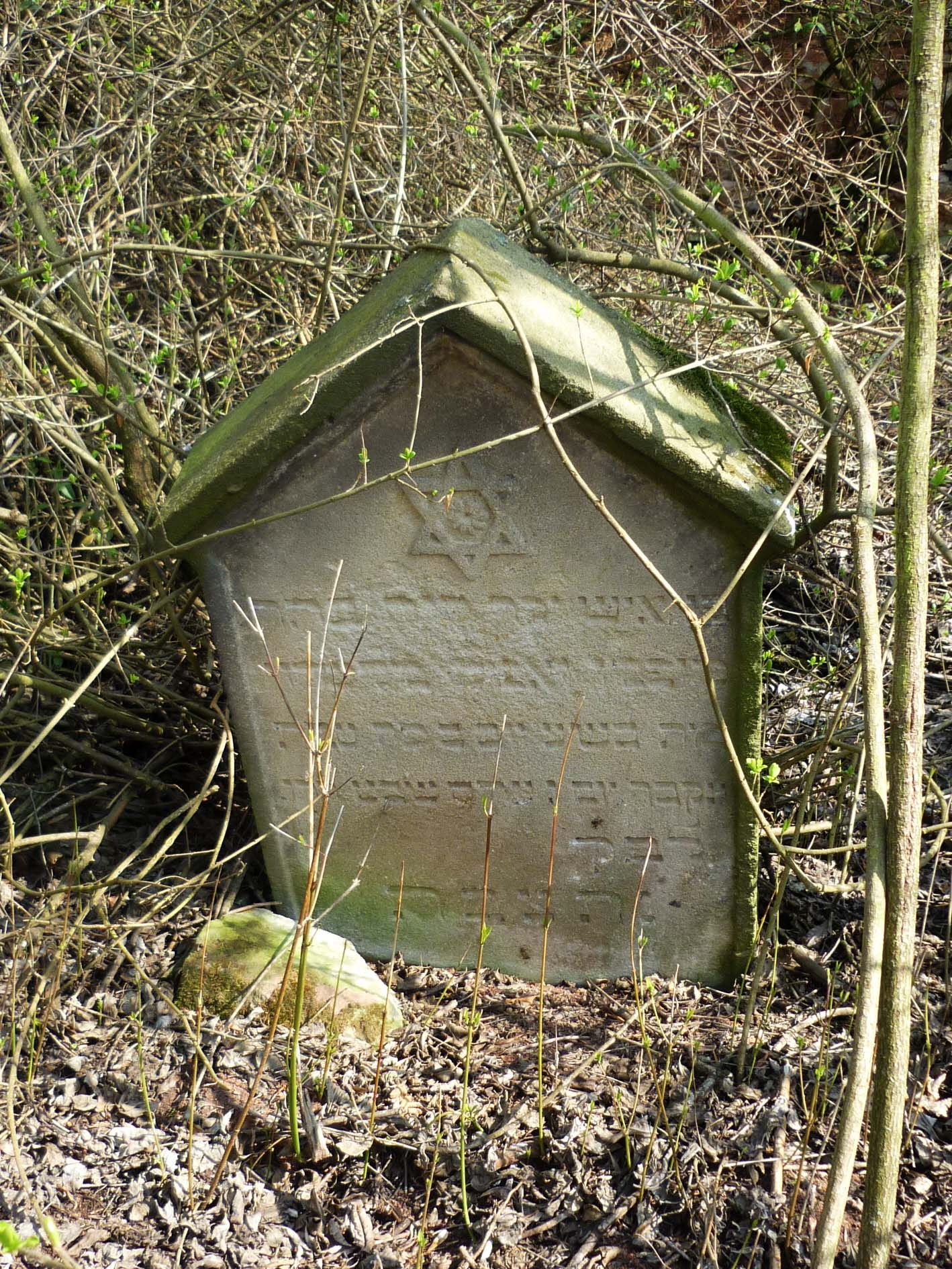
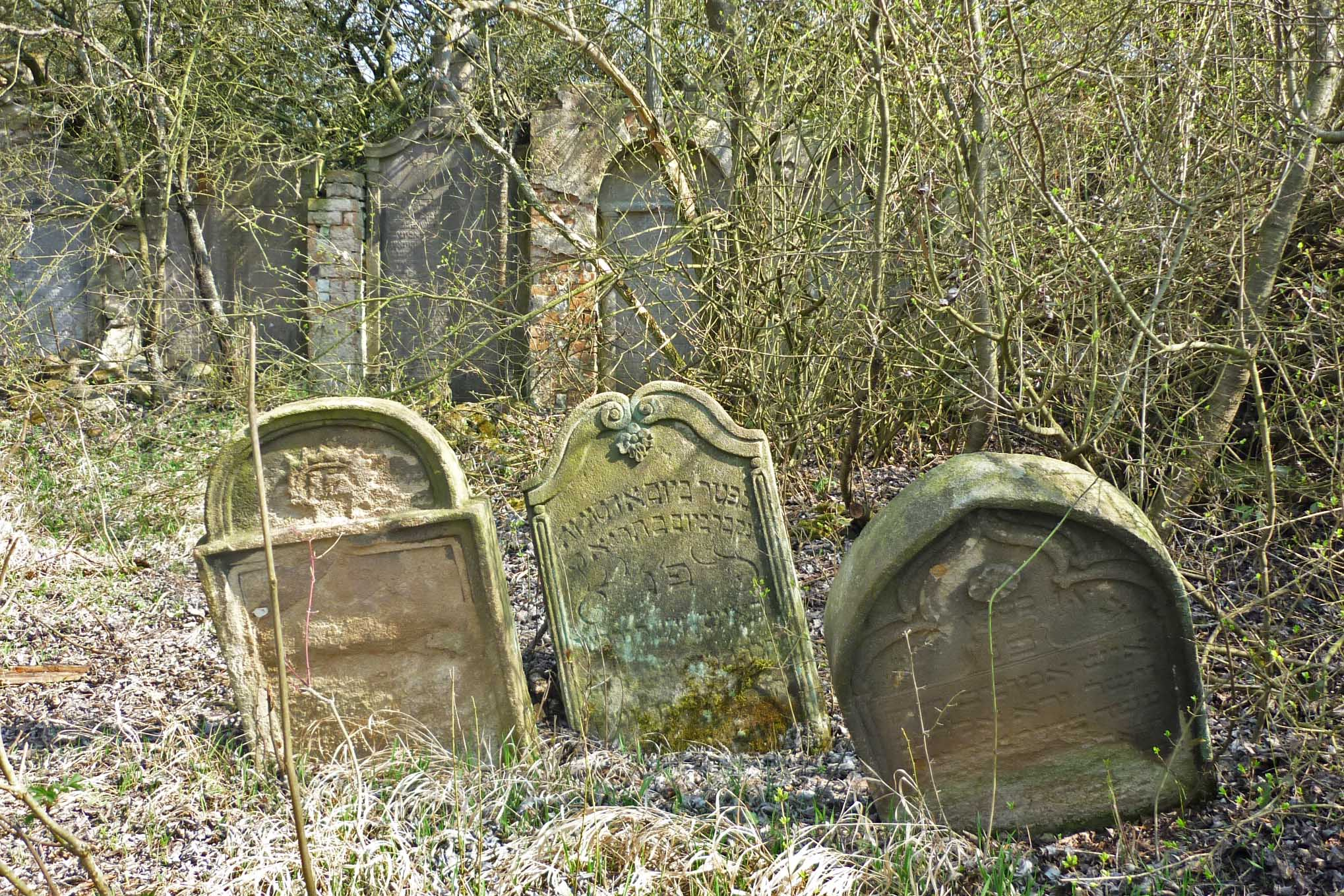
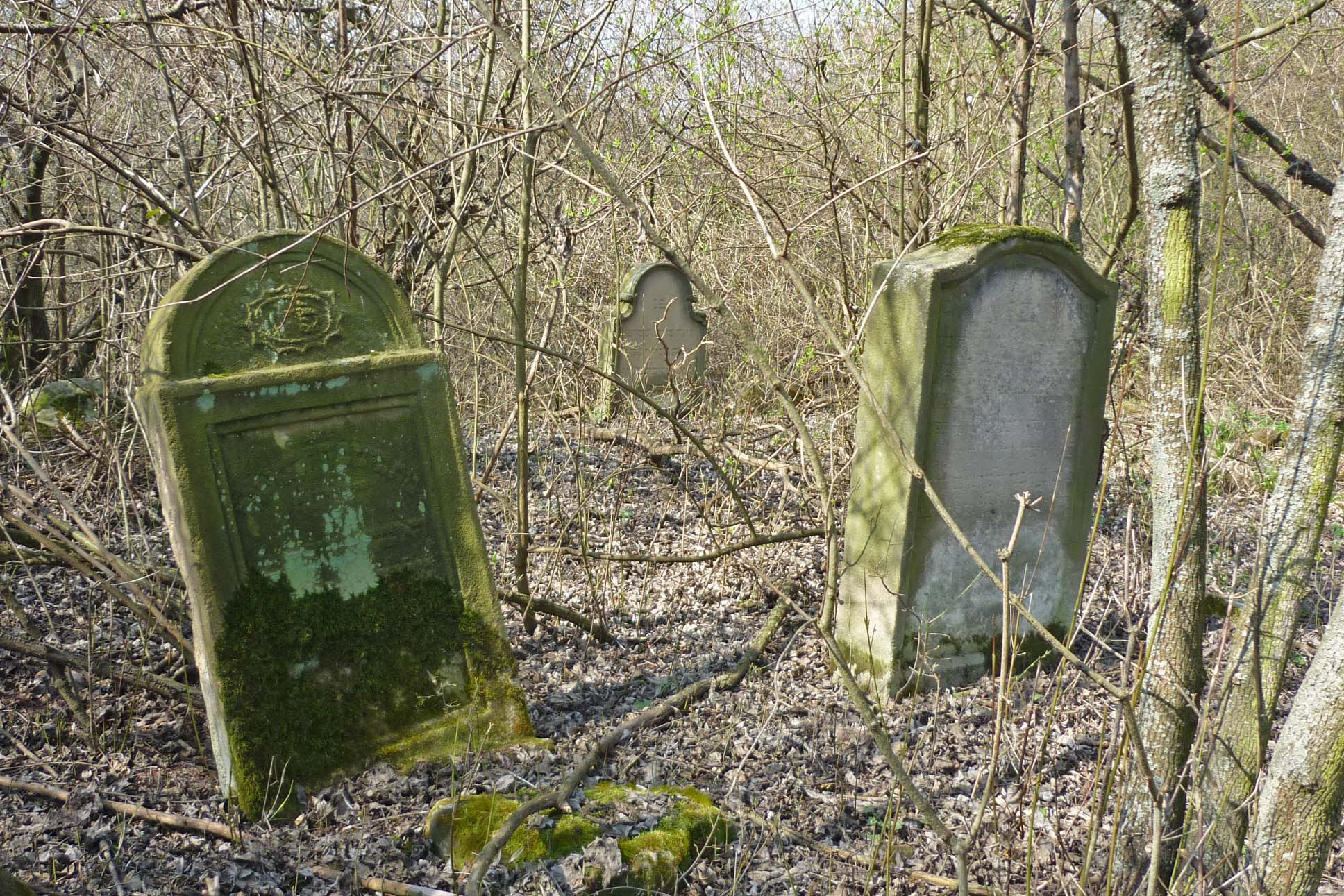